# Kim Hyon Hui
Kim Hyon-Hui (Hangul: 김현희, Hanja: 金賢姬; cunoscută și sub numele Ok Hwa; născută pe 27 ianuarie 1962) este o fostă spioană nord-coreeană responsabilă de atacul cu bombă al zborului Korean Air cu numărul 858 din 1987, în care au murit 115 persoane.

## Copilăria
Kim Hyon Hui s-a născut în Kaesong. Tatăl ei a fost diplomat, astfel familia sa ajungând să trăiască în Cuba pentru o vreme. Kim era o studentă excelentă. Inițial a fost instruită pentru a deveni actriță, și a jucat în primul film Technicolor din Coreea de Nord, în rolul unei fetițe a cărei familie a fugit în Coreea de Nord pentru a scăpa de sărăcia din Coreea de Sud (deoarece, în concepția nord-coreenilor, cei din Sud trăiesc în condiții foarte mizere). În 1972, datorită relațiilor pe care le avea familia sa, a fost aleasă pentru a da flori delegatului sud-coreean la discuțiile Nord-Sud din Phenian. După ce a absolvit liceul, s-a înscris la Facultatea de Limbi Străine din Phenian, unde a studiat japoneza. Însă abia își începuse studiile când a fost selectată pentru a lucra în spionaj.

## Pregătirea
Nu multă vreme după ce s-a alăturat serviciilor secrete din Coreea de Nord, lui Kim, i s-a dat un nume de cod, Ok Hwa și a fost trimisă să locuiască într-un complex aproape de Phenian. S-a pregătit, acolo, în arte marțiale, și-a îmbunătățit condiția fizică și a studiat  trei ani limba japoneză.
Profesoara de japoneză a lui Kim a fost Yaeko Taguchi, una din mulții japonezi răpiți de Coreea de Nord. Mai târziu, Kim a mărturisit că Taguchi i-a fost cunoscută ca Lee Eunhye  (李恩惠, 리은혜).
　În plus, studenții de la unitatea ei au vizionat periodic filme de propagandă . La sfârșitul pregătirii sale, Kim a avut de trecut un test sever. Parte din acesta a fost infiltraea într-o ambasadă falsă și furtul unor documente de acolo.
Kim a stat o vreme în China învățând limba chineză și a avut permisiunea de a călători în Europa, dar doar împreună cu un bărbat mai în vârstă decât ea, pe care ea îl știa ca având numele de Kim Seung Il (金勝一). Toate acestea au fost parte dintr-o pregătire extensivă pentru a îndeplini o misiune de mare importanță pentru familia conducătoare nord-coreeană.

## Zborul Korean Air 858
În 1987, lui Kim i s-a dat misiunea de a arunca în aer zborul KA 858.  I s-a spus că ordinul venea de la "Însuși Liderul, Kim Jong-il. Scris de mână, chiar..." I s-a spus că dacă operațiunea ar fi avut succes, atunci ea ar fi putut să se întoarcă în țară și să trăiască cu familia ei; de asemenea, nu ar mai fi fost obligată să lucreze ca spion după aceea. A fost încă o dată pusă să lucreze împreună cu Kim Seung Il ce abia se refăcuse după o operație la stomac.
Călătorea cu un pașaport fals cu un nume japonez: Mayumi Hachiya (蜂谷 真由美 Hachiya Mayumi?) împreună cu Kim Seung Il, ce pretindea a fi tatăl său și folosea numele de Shinichi Hachiya (蜂谷 真一 Hachiya Shin'ichi?). Cei doi au călătorit în Europa și eventual s-au întâlnit cu alți doi agenți nord-coreeni în Budapesta, ce i-au aprovizionat cu materialele necesare misiunii lor. Odată ce au lăsat bomba {ascunsă într-un aparat radio} într-o plasă de bagaje a KAL 858, Kim Hyon Hui și Kim Seung Il au coborât în Abu Dhabi și au plecat în Bahrain. Cei doi teroriști au fost reținuți în Bahrain după ce poliția a descoperit că aveau pașapoarte false.  Kim Seung Il a inghițit o pastilă cu cianură  ascunsă într-o țigară și a murit. Hyun Hui a încercat să facă la fel, dar o polițistă i-a luat țigareta din gură chiar când otrava începea să-și facă efectul.. A fost spitalizată și mai apoi interogată.
La început, a insistat că se numea Pai Chui Hui și că era o orfană din nordul Chinei care doar călătorea împreună cu un domn din Japonia pe care l-a întâlnit întâmplător.  Însă accentul ei nu suna ca și cum ar fi fost din nordul Chinei. După ce autoritățile din Bahrain s-au convins de faptul că ea provenea din Coreea de Nord, a fost trimisă imediat la Seul sub pază foarte strictă.
Conform unei mărturisiri la o întâlnire a Consiliului de Securitate ONU, Kim a fost luată de câteva ori afară din celula ei pentru a vedea prosperitatea Seulului.În copilărie, ea a fost învățată că Sudul era un fief plin de corupție al  Statelor Unite, iar sărăcia era foarte comună.  I s-a spus, de asemenea, că dacă urma să fie prinsă, avea să fie supusă la torturi inumane, însă cei ce au capturat-o nu au folosit deloc violența.
Timp de opt zile, Kim a insistat că era de origine chineză și locuia în Japonia. Dar, înțelegând că tot ceea ce știuse despre Coreea de Sud era o minciună, a cedat, admițând că era de fapt o agentă nord-coreeană și dezvăluind detaliile rolului său în atacul cu bombă, precum și implicarea personală a lui Kim Jong il în această operațiune.

## Deznodământ
Kim Hyonhui a fost condamnată la moarte în martie 1989, dar a fost absolvită de pedeapsă de către președintele Roh Tae-woo, pe baza ideii că Hyonhui era doar o victimă „spălată pe creier" a adevăratului vinovat, guvernul Coreei de Nord. Kim a scris mai târziu o autobiografie, numită Lacrimile Sufletului meu (engleză The Tears of My Soul).
Kim Hyunhui trăiește acum într-un loc secret și este încă sub protecție constantă de teama represaliilor, fie din partea familiilor victimelor atacului, fie din partea Coreei de Nord, unde a fost declarată trădătoare. S-a căsătorit în decembrie 1997 cu un agent sud-coreean care o proteja. În martie 2009, întâlnindu-i pe membrii familiei lui Yaeko Taguchi, a menționat că aceasta ar putea fi încă în viață, fapt pentru care a vizitat Japonia în iulie 2010.